# Tadashi Nakamura
Tadashi Nakamura (jap. 中村忠 Nakamura Tadashi; ur. 22 lutego 1942) – japoński karateka, twórca stylu seidō-juku. W młodości ćwiczył kendo oraz style karate gōjū-ryū i kyokushin. Jego nauczycielem był Masutatsu Ōyama (10 dan).
Jest założycielem i prezydentem World Seido Karate Organization. Naukę karate rozpoczął w 1953 r. w wieku 11 lat. Swoje pierwsze doświadczenia zdobywał w stylu gōjū pod kierownictwem Kei Miyagi, syna twórcy stylu. W 1956 r. Tadashi Nakamura rozpoczął treningi u Masutatsu Ōyamy, twórcy kyokushin karate i w 1959 r. uzyskał stopień 1 dan. Był wtedy najmłodszym studentem kyokushin w Japonii, który uzyskał czarny pas.
W 1961 r. w wieku 19 lat zdobył pierwsze miejsce w otwartych mistrzostwach karate w Japonii. Rok później stał się bohaterem narodowym, nokautując mistrza tai kickboxingu w meczu, który miał wykazać, który naród ma skuteczniejszą sztukę walki.
W tamtych latach Nakamura rozpoczął pracę jako instruktor karate. W latach 1961–1965 pracował jako instruktor w Camp Zama – bazie wojskowej Stanów Zjednoczonych niedaleko Tokio.
Przez 3 lata był także trenerem drużyny Akademii Medycznej w Toho. Gdy uzyskał stopień 7 dan w kyokushin karate, został głównym jego instruktorem w kwaterze głównej (honbu) w Tokio. 15 października 1965 przeszedł pozytywnie test 100 kumite.
W 1966 r. Nakamura został wybrany przez Masutatsu Oyamę do reprezentowania kyokushin karate w USA. Przeprowadził się do Nowego Jorku i założył małe dojo w dzielnicy Brooklyn. W 1971 r. powołał organizację o nazwie North American Kyokushin Karate.
W 1976 r. Tadashi Nakamura zrezygnował z członkostwa w North American Kyokushin Karate i założył World Seido Karate Organization, w której uczy swojej filozofii karate. Słowo seidō oznacza drogę szczerości, uczciwości.